# تطعيم الجمرة الخبيثة
لقاحات الجمرة الخبيثة للماشية والإنسان- التي تسببها بكتيريا باسيلس أنثراسيز (Bacillus anthracis)-  لها مكانة بارزة في تاريخ الطب، من خلال عمل  باستور الرائد في القرن التاسع عشر علي الماشية (أول لقاح فعال للبكتيريا واللقاح الثاني الفعال على الإطلاق). طور الاتحاد السوفياتي لقاحات الأنثراكس البشرية في أواخر ثلاثينيات القرن العشرين وفي الولايات المتحدة والمملكة المتحدة في الخمسينيات. تم صياغة اللقاح الحالي الذي وافقت عليه إدارة الغذاء والدواء الأمريكية (FDA) في الستينيات.
تشمل لقاحات الخمرة الخبيثة البشرية المُدارة حاليًا الأنواع غير الخلوية (الولايات المتحدة الأمريكية والمملكة المتحدة) والبوغ الحي (روسيا). تظهر جميع لقاحات الجمرة الخبيثة المستخدمة حاليًا تفاعلًا معاكسًا محليًا وعامًا كبيرًا (احمرار، وتصلب، ووجع، وحمى) وتحدث ردود فعل سلبية خطيرة في حوالي 1٪ من المتلقين. وتشمل لقاحات الجيل الثالث الجديدة التي يجري بحثها اللقاحات الحية ولقاحات الوحدة الفرعية المؤتلفة.

## لقاح باستور
في السبعينيات من القرن التاسع عشر، طبق الكيميائي الفرنسي لويس باستور (1822-1895) طريقته السابقة في تحصين الدجاج ضد الكوليرا من الدجاج إلى الجمرة الخبيثة، مما أثر على الماشية، وبالتالي أثار اهتمامًا واسعًا بمكافحة الأمراض الأخرى بنفس المنهج. في مايو 1881، أجرى باستور تجربة عامة مشهورة في باويلي لو فورت Pouilly-le-Fort لإثبات مفهومه للتطعيم. أعد مجموعتين من 25 من الأغنام والماعز وعدة أبقار. تم حقن حيوانات مجموعة واحدة مرتين، بعد فترة 15 يومًا، مع استخدام لقاح الجمرة الخبيثة الذي أعده باستور ؛ ترك مجموعة مراقبة غير المحصنة. بعد ثلاثين يومًا من الحقن الأول، تم حقن كلتا المجموعتين بمزرعة بكتيريا الجمرة الخبيثة الحية. توفي جميع الحيوانات في المجموعة غير الملقحة، في حين نجت جميع الحيوانات في المجموعة التي تم تلقيحها. كان الاستقبال العام مثيرًا.
ادعى باستور علنا أنه قد صنع لقاح الجمرة الخبيثة عن طريق تعريض العصيات للأكسجين. في الواقع، تظهر كتبه المختبرية، الموجودة الآن في المكتبة الوطنية بباريس، أن باستور استخدم طريقة المنافس جان جوزيف هنري توسان (1847-1890)، وهو جراح بيطري في تولوز، لإنشاء لقاح الجمرة الخبيثة. استخدمت هذه الطريقة عامل أكسدة ثنائي كرومات البوتاسيوم. في نهاية المطاف، أنتجت طريقة الأكسجين  لقاحًا، وحصل على براءة اختراع لإنتاج لقاح الجمرة الخبيثة.
في عام 1995، في الذكرى المئوية لوفاة باستير، نشرت صحيفة نيويورك تايمز مقالا بعنوان «خداع باستور». بعد قراءة الملاحظات المخبرية لباستير بشكل كامل، أعلن المؤرخ العلمي جيرالد إل. جيسون أن باستور أعطى تعليقا مضللا عن تحضير لقاح الجمرة الخبيثة المستخدم في التجربة في بويلي لو فورت. في نفس العام، نشر ماكس بيروتز دفاعًا قويًا عن باستور في مجلة نيويورك ريفيو أوف بوكس.

## لقاح ستيرن
طور عالم المناعة النمساوي الجنوب أفريقي ماكس ستيرن (1905-1997) لقاح حي حيواني موهن في عام 1935 لا يزال مستخدمًا ومشتقاته حساب سلالته لكل لقاحات الجمرة الخبيثة البيطرية المستخدمة تقريبًا في العالم اليوم. وابتداءً من عام 1934 في معهد أونديرستيبورت للبحوث البيطرية، شمال بريتوريا، قام بإعداد لقاح خبيث منمق، باستخدام الطريقة التي طورها باستور. كانت المشكلة المستمرة مع لقاح باستور هي تحقيق التوازن الصحيح بين الضراوة والمناعة أثناء التحضير. أدى هذا الإجراء الصعب  بشكل منتظم إلى وقوع إصابات بين الحيوانات التي تم تلقيحها. بمساعدة قليلة من الزملاء، أجري ستيرن تجارب على نطاق صغير والتي عزلت «سلالة ستيرن» (34F2) من الجمرة الخبيثة الذي أصبح، ولا يزال حتى اليوم، أساس معظم لقاحات الجمرة الخبيثة الحيوانية المحسنة في جميع أنحاء العالم.

## لقاحات الجمرة الخبيثة الروسية
تم تطوير لقاحات الجمرة الخبيثة في الاتحاد السوفياتي في 1930s والمتاحة للاستخدام في البشر بحلول عام 1940. أصبح اللقاح البوغ الحي الموهن الحي والمغطى بشكل واسع يستخدم على نطاق واسع للبشر. تم إعطاؤه إما عن طريق الخدش أو تحت الجلد وزعم مطوروه أنه كان جيد التحمل بشكل معقول وأظهر درجة من الفعالية الوقائية ضد الجمرة الخبيثة الجلدية في التجارب الميدانية السريرية. تفيد التقارير بأن فعالية اللقاح الروسي الحي كانت أكبر  من لقاحات الأنثراكس البريطانية أو الأمريكية (AVP و AVA، على التوالي)  خلال السبعينات والثمانينات. . اليوم تستخدم كل من روسيا والصين سلالات موهنة حية في لقاحاتها البشرية. يمكن إعطاء هذه اللقاحات عن طريق رذاذ، أو خدش، أو الحقن تحت الجلد. كان لقاح الجراثيم الانثراكسية الجورجية / الروسية الحية (يدعى STI) يعتمد على أبواغ من سلالة ستيرن من ب. أنثراسيس. أعطيت في  جرعتين، ولكن الآثار الجانبية الخطيرة قيدت استخدامه للبالغين الأصحاء. وبحسب ما ورد تم تصنيعها في معهد جورج إليافا للبكتيريا والميكروبيولوجيا والفيرولوجيا في تبليسي، جورجيا، حتى عام 1991.

## لقاحات الجمرة الخبيثة البريطانية
اكتشف عالم الكيمياء الحيوية البريطاني هاري سميث (1921-2011)، الذي يعمل في برنامج الأسلحة البيولوجية بالمملكة المتحدة في بورتون داون، سموم الجمرة الخبيثة الثلاثة في عام 1948. وكان هذا الاكتشاف أساس الجيل التالي من لقاحات الأنثراكس المضاد للأنتيجراكس ولمضادات الأنثراكس الحديثة إلى الجمرة الخبيثة. إن لقاح الأنثراكس البريطاني المستخدم على نطاق واسع - والذي يطلق عليه أحياناً اسم اللقاح التعويضي (AVP) لتمييزه عن الـ AVA (انظر أدناه) - متاح للاستخدام البشري في عام 1954. كان هذا لقاح خالٍ من الخلايا متميزا عن لقاح باستير الذي يتكون من خلايا حية على غرار اللقاحات المستخدمة سابقا للأغراض البيطرية. يتم تصنيعها الآن من قبل شركة بورتون بيوفارما المحدودة، وهي شركة مملوكة من قبل وزارة الصحة في المملكة المتحدة.

## لقاحات الجمرة الخبيثة الأمريكية
أجرت الولايات المتحدة بحثًا أساسيًا موجهًا لإنتاج لقاح جديد من الجمرة الخبيثة خلال فترة الخمسينيات والستينيات. تم ترخيص المنتج المعروف باسم «أنتراكس لقاح كثف» (AVA) - و الاسم التجاري BioThrax - في عام 1970 من قبل المعاهد الوطنية الأمريكية للصحة (NIH) وفي عام 1972 تولت إدارة الغذاء والدواء (FDA) مسئولية ترخيص اللقاحات والإشراف عليها. V770-NP1-R. [23] لا توجد كائنات حية  في اللقاح الذي ينتج عنه مناعة وقائية بعد 3 إلى 6 جرعات. يبقى الـ AVA هو لقاح الأنثراكس البشري المرخص لـ FDA في الولايات المتحدة الأمريكية ويتم إنتاجه من قبل Emergent BioSolutions، المعروفة سابقاً باسم BioPort Corporation في لانسينغ، ميشيغان. المشترين الرئيسيين للقاح في الولايات المتحدة هم وزارة الدفاع ووزارة الصحة والخدمات الإنسانية. تم شراء عشرة ملايين جرعة من الـ AVA للمخزون القومي الإستراتيجي للولايات المتحدة لاستخدامها في حالة هجوم جماعي للإرهاب البيولوجي.
في عام 1997، بدأت إدارة كلينتون برنامج التحصين  (AVIP)، والذي بموجبه يتم تحصين العاملين النشطين في الولايات المتحدة باللقاح. نشأ الجدل منذ أن كان التطعيم إلزاميًا ونشر GAO تقارير شككت في سلامة وفعالية الـ AVA، مما تسبب في بعض الأحيان تأثيرات جانبية خطيرة. كما شكك تقرير للكونغرس في سلامة اللقاح وفعاليته وتحدى شرعية التلقيح الإلزامي. توقفت اللقاحات الإلزامية في عام 2004 من خلال أمر قانوني رسمي جعل هناك العديد من التحديات الجوهرية فيما يتعلق باللقاح وسلامة. بعد مراجعة الأدلة العلمية المكثفة، قررت إدارة الأغذية والعقاقير في عام 2005 أن AVA آمنة وفعالة كما هو مرخص للوقاية من الجمرة الخبيثة، بغض النظر عن مسار التعرض. في عام 2006، أعلنت وزارة الدفاع عن إعادة تلقي اللقاحات الإلزامية بالجمرة الخبيثة لأكثر من 200 ألف جندي ومقاول دفاع. على الرغم من وجود دعوى قضائية أخرى رفعها نفس المحامين، إلا أن التطعيمات مطلوبة لمعظم الوحدات العسكرية الأمريكية والمقاولين المدنيين المعينين في الدفاع عن الإرهاب البيولوجي في الوطن أو المنتشرين في العراق أو أفغانستان أو كوريا الجنوبية.

## الفحوصات علي لقاح الجمرة الخبيثة

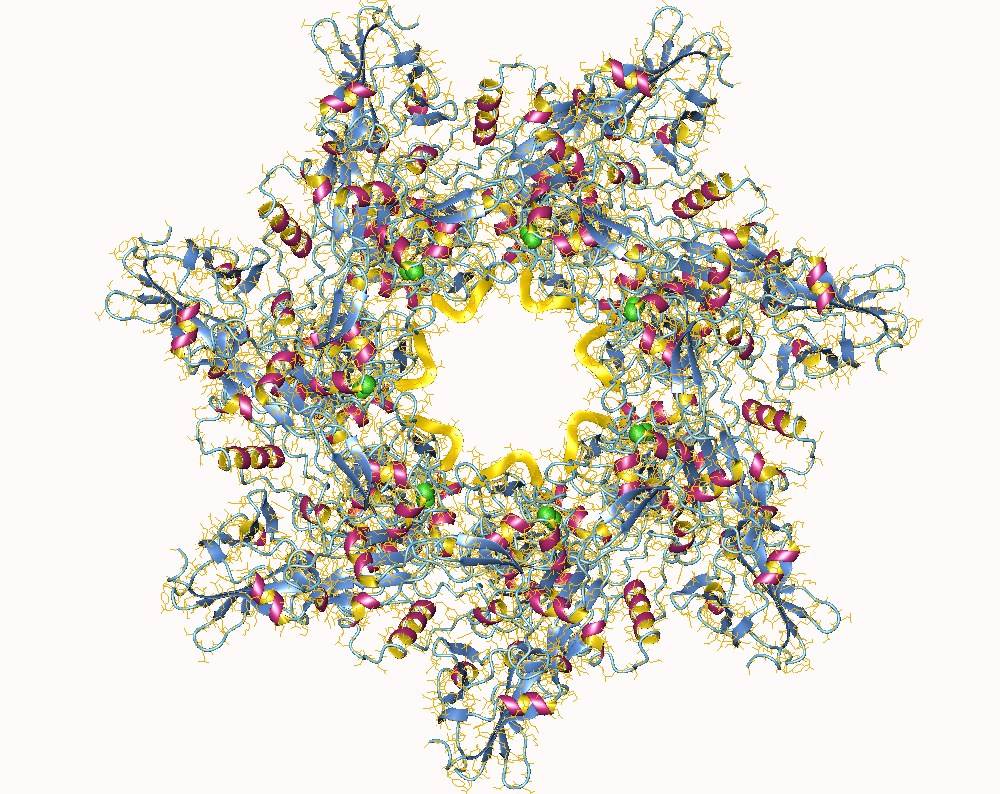
مستضد الجمرة الخبيثة

يخضع عدد من لقاحات الجمرة الخبيثة التجريبية لاختبار ما قبل الاستخدام الاكلينيكي، ولا سيما  بروتين أنثراسس الوقائي - المعروف باسم PA (انظر ذيفان الجمرة الخبيثة - مقترنًا بالعديد من المواد المساعدة مثل هيدروكسيد الألومنيوم (الهيدروجل)، سابونين QS-21، والشحوم أحادية الفوسفور A ( MPL) في مستحلبين السكوالين / الليسيتين / توين 80 (SLT)، وقد وفرت جرعة واحدة من كل تركيبة حماية كبيرة (> 90 ٪) ضد الجمرة الخبيثة المستنشقة في قرود المكاك ريسوس.
تجربة عمر - 2: بدءا من عام 1998 وعمل لمدة ثماني سنوات، اختبر مشروع إسرائيلي سري معروف باسم «عمر -2» لقاحا لجمرة خبيثة بحثية إسرائيلية على 716 متطوعا من الجيش الإسرائيلي. تم تطوير اللقاح - الذي تم منحه بموجب جدول زمني من سبع جرعات - من قبل معهد نيس تسيونا البيولوجي. واشتكت مجموعة من المتطوعين في الدراسة من أمراض متعددة الأعراض زُعم أنها مرتبطة باللقاح وتم التماسها للحصول على استحقاقات العجز من وزارة الدفاع، لكن تم رفضها. في فبراير / شباط 2009، قُدِّمت عريضة من المتطوعين للكشف عن تقرير عن عمر - 2 أمام المحكمة الإسرائيلية العليا ضد وزارة الدفاع، ومعهد إسرائيل للبحوث البيولوجية في نيس تسيون، والمخرج، وأفيغدور شافرمان، والفيلق الطبي للجيش الإسرائيلي. . وطُلِب التصريح عن المعلومات لدعم اتخاذ مزيد من الإجراءات لتقديم تعويضات العجز للمتطوعين. في عام 2014، أُعلن أن الحكومة الإسرائيلية ستدفع تعويضات بقيمة 6 ملايين دولار للجنود الـ 716 الذين شاركوا في محاكمة عمر-2.
في عام 2012، تم الحصول على بكتريا انسراسيز اتش (9401 B. anthracis isolate) من مريض كوري يعاني من الجمرة الخبيثة المعوية. هدف الجمهورية الكورية هو استخدام هذه السلالة كتحدي لتطوير لقاح مؤتلف ضد الجمرة الخبيثة.